# 사르다르 아즈문
사르다르 아즈문(페르시아어: سردار آزمون, Sardar Azmoun, 1995년 1월 1일 ~ )은 이란의 축구 선수로, 현재 이탈리아 세리에 A의 로마와 이란 축구 국가대표팀에서 뛰고 있다.
2022년 7월 제니트 상트페테르부르크와 계약 만료 후 바이어 레버쿠젠으로 이적 예정이었으나 2022년 1월 30일 겨울 이적시장에서 즉시 합류했다.

## 클럽 경력

### 어린 시절
사르다르 아즈문은 9살 때 축구를 시작했다. 그리고 그는 곤바데카부스를 연고로 하는 오그하브 곤바데에 입단했다. 몇년 후 그는 사무샤크 고르간에 입단했고 이후 이트가 고르간으로 둥지를 옮겼다.

### 세파한
그의 나이 15세일 때 아즈문은 세파한 FC의 유스에 합류했다. 프리시즌에 팀과 함께 터키 전지훈련에 떠났지만, 2011-12시즌에는 1군에 진입하지 못했다. 2012-13시즌에, 아즈문은 유스팀에서 좋은 경기력을 보여주었고, 여러 유럽팀에서 그를 관심있게 보았다. 그 후 아즈문은 17세의 나이에 러시아 프리미어 리그소속팀인 루빈 카잔으로 이적했다.

### 루빈 카잔

#### 2012-2013
2013년 1월, 아즈문은 이란 프리미어리그의 페르세폴리스 FC와 에스티그랄 FC의 오퍼를 거절하고 루빈 카잔으로 이적했다. 첫번째 시즌에서 그는 2군 경기에 8경기 출전에 2골을 성공시겼다. 그래서 때때로 출전 가능 18인 멤버에 자주 들었지만, 1군 데뷔에는 실패한다.

#### 2013-2014
2013년 7월 25일 아즈문은 FK 야고디나와의 UEFA 유로파리그경기에서 73분 교체 투입되며 1군에 데뷔한다. 그 후 8월 29일 몰데 FK와의 UEFA 유로파리그에서 64분 교체 투입되었고, 1군 데뷔 2번째 경기만에 데뷔골을 기록한다. 2013년 10월 6일 FC 안지 마하치칼라전에서는 72분에 교체투입되어 리그 데뷔골을 성공시키고 어시스트를 기록하는 활약을 펼친다.